# NK Čukovec '77
NK Čukovec ´77 je nogometni klub iz Čukovca. Trenutno se natječe u 4. HNL – sjever A.